# Машівське газоконденсатне родовище
Машівське газоконденсатне родовище належить до Машівсько-Шебелинського газоносного району Східного нафтогазоносного регіону України.

## Опис
Розташоване в Полтавській області на відстані 5 км від смт Машівка.
Знаходиться в центральній частині приосьової зони Дніпровсько-Донецької западини. Підняття, розчленоване скидами амплітудою 150—900 м на тектонічні блоки, виявлене в 1952 р. У пермських та кам'яновугільних утвореннях структура є асиметричною брахіантикліналлю субширотного простягання з грибовидним передмезозойським соляним діапіром у склепінчастій частині, її розміри 7,8х2,8 м, амплітуда 1000 м. У 1962 р. під час буріння свердловини при глибині 3328 м з підсольових утворень пермі стався відкритий фонтан газу.
Поклади пластові або масивно-пластові, склепінчасті, тектонічно екрановані та літологічно обмежені. Колектори — пісковики. Режим покладів газовий.
Експлуатується з 1968 р. Запаси початкові видобувні категорій А+В+С1: газу — 40060 млн. м³; конденсату — 1431 тис. т.